# オルモス (小惑星)
オルモス (5608 Olmos) は、小惑星帯にある小惑星。北海道釧路市の上田清二と札幌市の金田宏によって発見された。
宇宙空母ギャラクティカのウィリアム・アダマ船長などを演じた俳優、エドワード・ジェームズ・オルモスにちなんで命名された。